# Дуго Село (Велика Теремија)
Дуго Село (рум. Nerău) је село унутар општине Велика Теремија, која припада округу Тимиш у Румунији.

## Положај насеља
Село Дуго Село се налази у источном, румунском Банату, на неколико километара удаљености од Србије (преко границе се налази српско село Мокрин). Од Темишвара село је удаљено око 75 км, а од Кикинде око 15 километара. Сеоски атар је у равничарском делу Баната.

## Прошлост
По "Румунској енциклопедији" место је формирано у 16. веку са Кетфељем и Великим Семпетром, у тзв. српском одбрамбеном појасу. Дуго Село (са тим српским називом) среће се и током турске владавине Банатом.
Данашње село "Неро" је основано 1760. године од стране румунских досељеника из села Вово (или Неудорф). Православна црква подигнута је 1810. године, на месту старе. Године 1843. место се звало "Дуго Село", а затим су га колонисти Мађари променули, у садашњи назив.
По аустријском царском ревизору Ерлеру место "Дуго Село" је 1774. године било у Тамишком округу, Чанадског дистрикта. Ту живе претежно Власи. Када је 1797. године пописан православни клир, месни парох, поп Јосиф Поповић (рукоп. 1783) знао је само румунски језик. Парохији је припадала филијала Бешеново.

## Становништво
По последњем попису из 2002. село Дуго Село имало је 1.028 ст., од чега Румуни близу 90%. Последњих деценија број становништва опада.